# Tanganyika (1961-1962)
Tanganyika was van 1961 tot 1962 een onafhankelijk land binnen het Gemenebest van Naties met de Britse koningin Elizabeth II als staatshoofd (een Commonwealth realm). Het land ontstond op 9 december 1961 toen het trustschap Tanganyika onafhankelijk werd van het Verenigd Koninkrijk. Op 9 december 1962 werd, met de aanname van een nieuwe grondwet, de monarchie afgeschaft en de Republiek Tanganyika uitgeroepen. Deze republiek werd in 1964 verenigd met de Volksrepubliek Zanzibar en Pemba onder de naam Tanzania.

## Bestuur
De Britse koningin Elizabeth II was staatshoofd van Tanganyika als zijnde de Koningin van Tanganyika. De koningin werd in haar functie vertegenwoordigd door de gouverneur-generaal Richard Turnbull. De premier van Tanganyika was aanvankelijk Julius Nyerere. Hij werd op 22 januari 1962 opgevolgd door Rashidi Kawawa. Na de uitroeping van der republiek werd Nyerere de president van de Republiek Tanganyika en in 1964 werd hij de president van Tanzania. 